# Hattușil al III-lea
Hattușil al III-lea a fost un rege hitit, în timpul domniei căruia statul hitit a cunoscut o epocă de dezvoltare amplă.
Hattușil a pus capăt stării de război îndelungate între statul său și Egipt, încheind în anul 1269 î.Hr. un tratat cu faraonul Ramses al II-lea. Tratatul de pace dintre monarhul hitit și cel egiptean este primul tratat de acest fel cunoscut în istoria diplomației.